# Kung Fu Panda (franquicia)
La franquicia Kung Fu Panda, de DreamWorks Animation, se compone de cuatro películas: Kung Fu Panda (2008), Kung Fu Panda 2 (2011), Kung Fu Panda 3 (2016) y Kung Fu Panda 4 (2024) y la próxima película Kung Fu Panda 5 (2027) Las dos primeras fueron distribuidas por Paramount Pictures, mientras que la tercera película fue distribuida por 20th Century Fox, y la cuarta película por Universal Pictures.
Cinco cortometrajes, Kung Fu Panda: los secretos de los cinco furiosos (2008), Kung Fu Panda: El festival de invierno (2010), Kung Fu Panda: Los secretos de los Maestros (2011), Panda Paws (2015) y Kung Fu Panda: Los secretos del pergamino (2016), también fueron liberados. 
Una serie de televisión para la cadena Nickelodeon, Kung Fu Panda: la leyenda de Po, se estrenó en el otoño de 2011. También se lanzaron otras dos series: Kung Fu Panda: Pasos del destino, que se estrenó en Amazon Prime Video el 7 de noviembre de 2018, y Kung Fu Panda: el guerrero dragón, que se estrenó en Netflix el 14 de julio de 2022.

## Trama
La franquicia, situado en una fantasía de una versión del género wuxia de la antigua China poblado por animales humanoides, cuenta las aventuras de Po Ping, un panda gigante torpe, que improbablemente es elegido como el profetizado Guerrero Dragón. Aunque su estado es puesto en duda en un principio, Po demuestra ser digno cuando él se esfuerza por cumplir con su destino y aprender sobre su pasado con sus nuevos amigos.

## Proyectos

### Películas

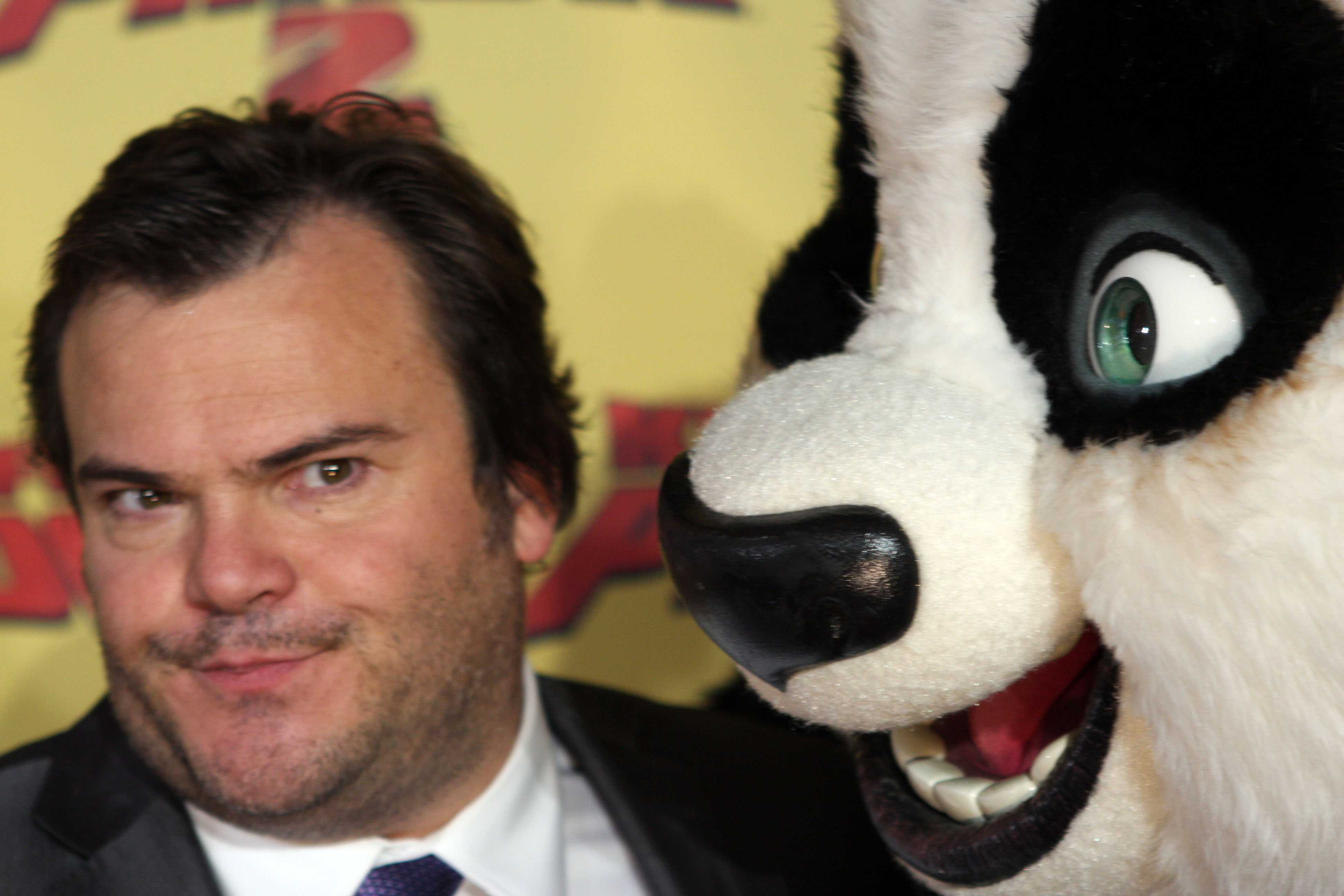
Jack Black interpreta a Po en las películas.

- 2008: Kung Fu Panda
- 2011: Kung Fu Panda 2
- 2016: Kung Fu Panda 3
- 2024: Kung Fu Panda 4
- 2027: Kung Fu Panda 5

### Cortometrajes
- 2008: Los Secretos de los Cinco Furiosos
- 2010: Kung Fu Panda: El festival de invierno
- 2011: Kung Fu Panda: Los secretos de los Maestros
- 2015: Panda Paws
- 2016: Kung Fu Panda: Los secretos del pergamino

### Serie de televisión
- 2011 - 2016: Kung Fu Panda: la leyenda de Po
- 2018 - 2019: Kung Fu Panda: Pasos del destino
- 2022 - 2023: Kung Fu Panda: El guerrero dragón

## Aparición en otros medios
Po es uno de los muchos personajes parodiados en la película de Lionsgate, Disaster Movie (2008).
En la película de Walt Disney Pictures, Chip 'n Dale: Rescue Rangers (2022), Mantis hace una aparición menor participando en la convención que los protagonistas visitan.

## Taquilla

### Taquilla
| Película        | Fecha de estreno    | Taquilla bruta (en dólares) | Taquilla bruta (en dólares) | Taquilla bruta (en dólares) | Ranking de taquilla              | Ranking de taquilla              | Presupuesto (en dólares) | Ref(s) |             |
| Película        | Fecha de estreno    | Norteamérica                | Otros territorios           | Todo el mundo               | Todos los tiempos (Norteamérica) | Todos los tiempos (mundialmente) | Presupuesto (en dólares) | Ref(s) |             |
| --------------- | ------------------- | --------------------------- | --------------------------- | --------------------------- | -------------------------------- | -------------------------------- | ------------------------ | ------ | ----------- |
| Kung Fu Panda   | 6 de junio de 2008  | $60,239,130                 | $215,771,591                | $416,311,606                | $631,083,197                     | #182                             | #149                     | $130   | [ 1 ]       |
| Kung Fu Panda 2 | 26 de mayo de 2011  | $47,656,302                 | $165,249,063                | $500,443,218                | $665,692,281                     | #320                             | #135                     | $150   | [ 2 ]       |
| Kung Fu Panda 3 | 29 de enero de 2016 | $41,282,042                 | $143,528,619                | $377,642,206                | $521,170,825                     | #410                             | #207                     | $145   | [ 3 ]       |
| Kung Fu Panda 4 | 08 de marzo de 2024 | $57,989,078                 | $193,029,087                | $353,959,389                | $548,088,476                     | #405                             | #182                     | $85    |             |
| Total           | Total               | $207,167,379                | $717,627,638                | $1,638,112,197              | $2,355,739,835                   |                                  |                          | $510   | [ 4 ] [ 5 ] |

## Recepción
La serie de películas ha sido muy aclamada con dos de ellas nominadas para el Oscar a la mejor película de animación, así como numerosos premios Annie, mientras que la serie de televisión ha ganado 7 premios Emmy. Además, este reconocimiento es particularmente entusiasta en China, donde la serie es aclamada como no sólo una excelente contribución al género wuxia, sino también por demostrar una comprensión impresionante de conocimiento de la cultura y el patrimonio chino para una producción de cine estadounidense. Además, ambas películas fueron las más exitosas películas de animación por sus años y la segunda entrega es actualmente el mayor éxito de taquilla en todo el mundo para una película dirigida únicamente por una mujer (Jennifer Yuh Nelson). Una tercera película, Kung Fu Panda 3, fue lanzada en 2015.
| Película        | Rotten Tomatoes   | Rotten Tomatoes | Metacritic      | CinemaScore | IMDb                |
| Película        | Crítica           | Audiencia       | Metacritic      | CinemaScore | IMDb                |
| --------------- | ----------------- | --------------- | --------------- | ----------- | ------------------- |
| Kung Fu Panda   | 89% (178 reseñas) | 82%             | 81 (33 reseñas) | A-          | 8.2 (310 635 votos) |
| Kung Fu Panda 2 | 88% (167 reseñas) | 79%             | 67 (31 reseñas) | A           | 7.3 (185 327 votos) |
| Kung Fu Panda 3 | 83% (150 reseñas) | 80%             | 75 (34 reseñas) | A           | 7.2 (70 756 votos)  |
| Kung Fu Panda 4 | 72% (77 reseñas)  | 89%             | 56              | A-          | 5.9 (votos)         |
| Promedio        | 3,32%             | 3.27%           | 279             | A           | 28.6                |